# Gwenael Kerleo
Pour les articles homonymes, voir Kerléo.
Gwenael Kerleo (née en 1975 à Abidjan, en Côte d'Ivoire) est une harpiste celtique et compositrice française.

## Biographie

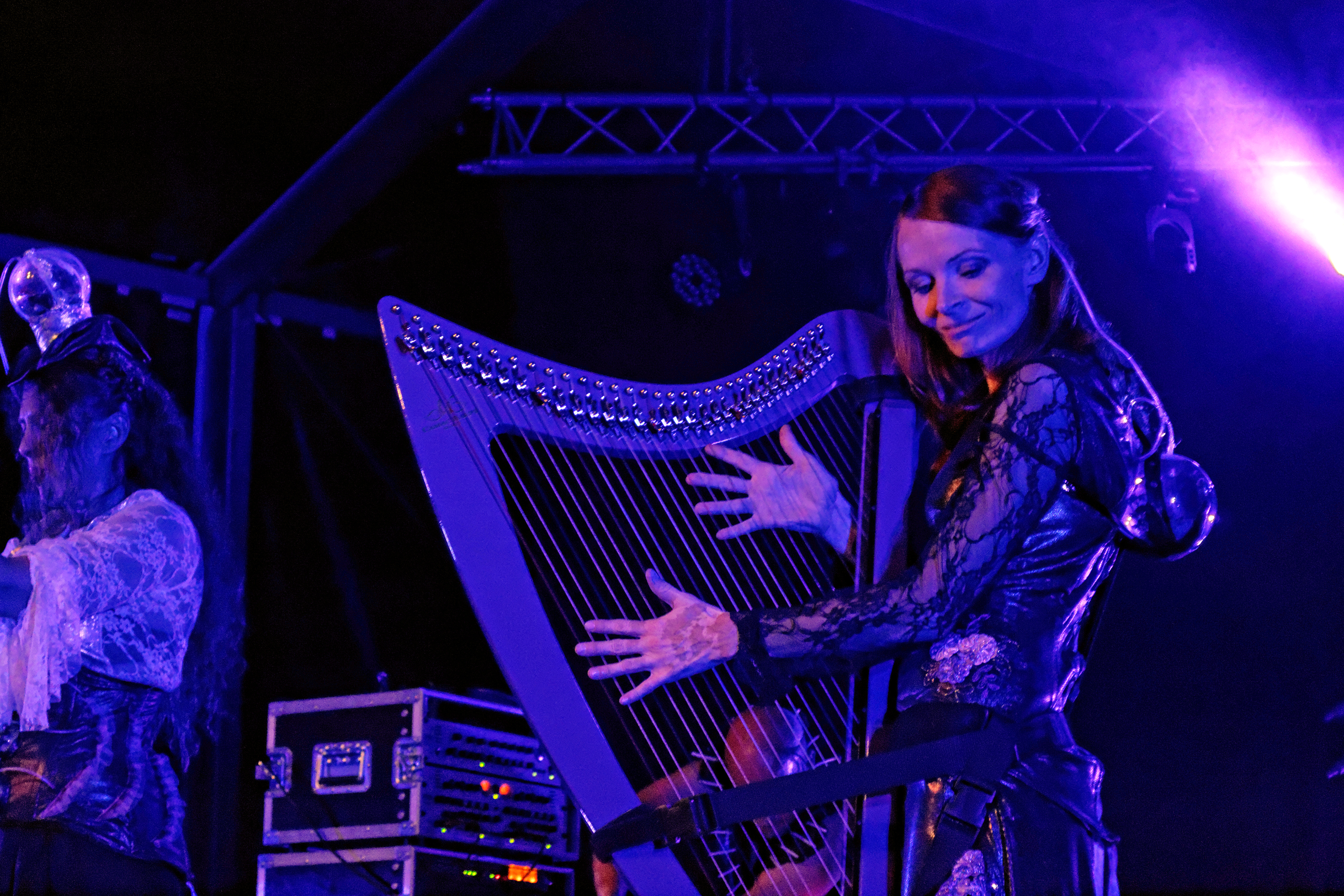
Spectacle Takenn dour avec Arneo en 2014.

Après avoir vécu ses deux premières années de sa vie en Côte d'Ivoire, Gwenael Kerleo vit à Brest. Elle découvre le son de la harpe celtique grâce aux albums d’Alan Stivell mais aussi de la kora (harpe africaine) par de nombreux albums rapportées d’Afrique. Elle démarre l'apprentissage de l'instrument à l'âge de 9 ans, avec les cours d'Hervé Queffeleant, du groupe Triskell. Après le collège, où elle bénéficie d'horaires aménagés pour la pratique instrumentale, elle poursuit ses études de harpe avec Muriel Chamard-Bois et intègre l’Ecole Nationale de Musique de Brest.
En 1996, après des études au Conservatoire de Brest (Premier Prix avec la mention "très bien"), elle enregistre son premier album Terre Celte, inspiré par la mer. De la rencontre avec des musiciens de jazz naît son deuxième album, Chemin de brume, où elle compose tous les morceaux avec une large place aux improvisations. Elle puise son inspiration dans l'atmosphère des lieux où elle vit (la vallée de l'Aulne, la forêt du Cranou). Son troisième album Yelen la fait connaître hors de France, et elle fera des concerts à travers toute l'Europe (Italie, Suisse, Allemagne, Hongrie, jusqu'en Russie où elle est invitée régulièrement).
Pendant deux ans, elle fait un duo avec le violoncelliste Patrick Langot, puis elle crée en 2008 le duo Dorn ha dorn avec la violoniste Shane Lestideau.
En 2009, elle sort son quatrième album Pevar, auquel participent de nombreux musiciens (Loig Troël, Yann Quefféléant, Yvon Molard, Kevin Camus, Franck Fagon...). Elle participe à la fête de la Saint-Yves au Japon et se produit en grande formation dans les grands festivals de Bretagne (Cornouaille, Vieilles Charrues). En 2010, elle se produit à nouveau en Russie et en Slovaquie, en Pologne et apparaît sur des compilations canadiennes et italiennes.
Au printemps 2012, elle sort un album de chansons, Quai N°7, en collaboration avec Serge Cabon et Jean-Paul Kerrmarec pour des textes en français, Louis-Jacques Suignard pour des textes en breton et en anglais ainsi que Gareth Harris. La même année, l'artiste se produit au Paraguay dans le cadre du Festival Mundial del Arpa ainsi qu'en Belgique au Brussels Harp Festival. En septembre 2012, deux couples d'artistes vivant dans la région des Monts d'Arrée décident de travailler un concept musical autour de l'eau. C'est ainsi que naît le quatuor Arneo, avec la chanteuse Marielle Hervé, le batteur Yann Cortella et le chanteur de kan ha diskan Yann Hergoualc'h. La sortie du premier album Takenn dour a lieu au printemps 2014.
Elle forme le duo Sõnj avec le pianiste-flûtiste Yann Crepin : ensemble, ils réalisent un album au printemps 2016 et un concert en juillet avec l'orchestre symphonique de Bretagne, invités comme solistes. Au printemps 2017, leurs compositions originales feront l’objet d’un enregistrement avec orchestre.

## Discographie

### Albums
- 1994 : Tir na Nog (cassette 14 titres)
- 1996 : Terre Celte, avec harpe celtique, violon, flûte traversière et cornemuse (Coop Breizh)
- 1999 : Chemin de brume (Coop Breizh)
- 2003 : Yelen, harpe et voix (Coop Breizh)
- 2009 : Pevar (Coop Breizh)
- 2010 : Retour en Terre Celte (Coop Breizh)
- 2012 : Quai n°7 (Coop Breizh)

### Projets
- 2014 : Arneo - Takenn Dour (Coop Breizh)
- 2016 : Soñj - La Déclaration (Coop Breizh)